# Namco Bandai Holdings
Namco Bandai Holdings, Incorporated (NBHD) (株式会社 バンダイナムコホールディングス, Kabushiki-gaisha Bandai Namuko Hōrudingusu) és una companyia matriu de negocis japonesa especialitzada en diferents camps, la qual pertany a Namco Bandai Group, formada de la fusió de Namco i Bandai. Aquesta maneja aspectes com ara joguines, videojocs, jocs d'arcade i construccions de parcs temàtics. Aquesta nova entitat va ser fundada el 29 de setembre de 2005. Oficialment, Bandai va comprar a Namco, però independentment d'això, les dues companyies tenen igual poder de decisió. Les companyies de Namco Bandai Group estan organitzades en cinc Unitats estratègiques de negoci (sbus) i el grup de negocis afiliat.
Bandai és actualment la tercera companyia més gran de joguines en el món. Després de la fusió, Bandai va comprar a Sunrise, una companyia dedicada a l'animació japonesa, que es va convertir en subsidiària del grup posterior a la fusió.
NBHD també va adquirir a la desenvolupadora Banpresto (la qual va ser absorbida i forma part de Namco Bandai Games l'1 d'abril de 2008) juntament amb Namco Tales Studio. Anteriorment, tots dos eren propietats parcialment de Bandai i Namco.
El 31 de març de 2006, les operacions de videojocs de Namco i Bandai es van fusionar per formar Namco Bandai Games Inc (NBGI). El mateix dia una subsidiària de NBHD va ser creada sota el nom corporatiu de Namco Ltd, la seva divisió de negocis de construccions, mentre que les divisions d'incubadores van ser transferides a una nova subsidiària.